# Vincenza Taffarel
Vincenza Taffarel, morte en 1984, est une religieuse catholique italienne, connue pour avoir retrouvé le corps du pape Jean-Paul Ier au matin du 29 septembre 1978.

## Controverse
Gouvernante d'Albino Luciani depuis qu'il est évêque de Vittorio Veneto, Sœur Vincenza est introduite, après son élection comme pape, comme femme de ménage dans les appartements pontificaux. Elle retrouve le corps du pape inanimé, le 29 septembre 1978 à 4 h 45 du matin.
Initialement, le Vatican décide d'exclure son nom des rapports officiels concernant la mort du pape, afin d'éviter les mauvaises perceptions possibles ainsi que les rumeurs dues à la présence, tôt le matin, d'une femme dans les appartements pontificaux (comme cela avait été le cas avec Sœur Pascalina et Pie XII) ; le Saint-Siège affirme donc que c'est Mgr John Magee (en), second secrétaire personnel du pape, qui l'a découvert dans son lit, le 29 septembre à 5 h 30 du matin.
Sœur Vincenza déclare ensuite aux journalistes français que le matin où elle a découvert le corps du pape dans son appartement, elle est entrée dans la chambre après avoir remarqué qu'il n'avait pas bu son café du matin qu'elle avait laissé devant sa porte. Elle affirme également avoir trouvé le livre L'imitation du Christ sur sa table de chevet, mais ce dernier ne fut jamais retrouvé, de même que de nombreux objets personnels du pape.
Plus tard, il est affirmé qu'elle a prêté serment de garder le secret sur l'évènement auprès du cardinal Jean-Marie Villot, avant d'être envoyée dans un couvent.
Ces différents points de vue, l'absence d'autopsie et la disparition des objets personnels dans la chambre du pape donnent lieu à plusieurs théories de conspiration dans laquelle sœur Vincenza joue un rôle souvent important.

## Filmographie
- 2007 : The Last Confession, de Roger Crane, avec Maroussia Frank dans le rôle de Sœur Vincenza.